# حديقة مكسيكو بوينت الحكومية
حديقة مكسيكو بوينت الحكومية، تبلغ مساحته 122 أكر (0.49 كـم2) منتزه على الشاطئ الشرقي لبحيرة أونتاريو في بلدة المكسيك في مقاطعة أوسويغو، نيويورك. تقع الحديقة عند مصب نهر ليتل سلمون.

## تاريخ
العقار الذي كان سيصبح منتزه مكسيكو بوينت ستات كان يضم منتجعات صيفية في بداية منتصف القرن التاسع عشر، بما في ذلك نادي مكسيكو بوينت الذي كان موجودًا في العقار من أوائل القرن العشرين حتى الخمسينيات. خلال الأربعينيات وأوائل الخمسينيات من القرن الماضي، استخدم أبطال الملاكمة المحترفون كارمن باسيليو وجوي ديجون العقار كمعسكر تدريب صيفي.
تم شراء العقار من قبل مكتب ولاية نيويورك للمتنزهات والترفيه والمحافظات التاريخية في أوائل الستينيات، وظل خالٍ لسنوات عديدة. غير أن، منذ عام 1992 ، تم تطوير الحديقة وتشغيلها من قبل بلدة المكسيك بعد أن شجع السكان المحليون المدينة الدخول في عقد إيجار طويل الأجل للممتلكات مع ولاية نيويورك. تحتفظ الدولة بملكية الممتلكات.

## مرافق الحديقة
تتميز الحديقة بشاطئ سباحة على بحيرة أونتاريو، وحمام، ومرافق للنزهات، ومسارات طبيعية. يُزعم أن كوخ كايسي، الذي تم بناؤه في الأصل كإسطبلات للخيول خلال أيام المنتزه كمنتجع ثم أعيد تشكيله لاحقًا كقصر ريفي على طراز القرون الوسطى، هو موقع لنشاط خوارق الطبيعة. تقام جولات الأشباح أحيانًا في الكوخ.
تواصل الدولة تشغيل 20 أكر (8.1 ها) إطلاق قارب مكسيكو عبر النهر من المنتزه الذي تديره المدينة، والذي يستقبل ما يقرب من 20000 زائر سنويًا.

## روابط خارجية
- Friends of Mexico Point Park
- New York State Parks - Mexico Point Boat Launch